# 原彩水
原 彩水（はら あみ、1999年9月1日 - ）は、東京都目黒区出身の実業家。株式会社amieve（アミーヴ）の創業者および代表取締役。多摩美術大学美術学部生産デザイン学科卒業。

## 経歴
東京都目黒区出身。多摩美術大学在学中に、企業40社に近未来の製品やモビリティを提案する企画NEXT STANDARDを主催。また、コスメの使用過程に着目したアイシャドウデザイン「Erz -使う過程を美しくするアイシャドウ-」を発表し、同作品は、2022年度グッドデザイン・ニューホープ賞の《物のデザイン》カテゴリーに入選した同年、「MEFRA-デジタル時代の新たな記憶の残し方-」を発表。
大学卒業後、パナソニック株式会社に入社。その後独立し、株式会社amieve（アミーヴ）を創業。オリジナルネイルブランド「EVER NAIL（エバーネイル）」を展開。ネイルチップに関する独自の装着技術（形状記憶ポリマーを利用した成形方法）を開発し、2023年に特許を出願した。

## 家族・親族
父は実業家の原直樹。
曽祖父は、明治乳業、森永乳業、雪印メグミルク、江崎グリコに次ぐ国内５番手の大手乳業、高梨乳業の創業者の髙梨芳郎。
高梨乳業２代目社長の髙梨昌芳は大叔父にあたる。

## 人物
兄と4人家族で育つ。2015年には、父が購入したマンションを家族で解体し、内装工事までをほぼDIYで行い、自邸を完成させた。この体験は、ものづくりに対する価値観の原点のひとつとなっており、家族との大切な思い出として語られている。

## 受賞歴
- 2022年 - グッドデザイン・ニューホープ賞《物のデザイン》入選  　作品：「Erz -使う過程を美しくするアイシャドウ-」[2]

## 特許
- 「ネイルチップの装着装置及び装着方法」[5]